# Captain Fantastic and the Brown Dirt Cowboy
Albums de Elton John
Caribou
(1973) Rock of the Westies
(1975)
Singles
1. Someone Saved My Life Tonight
Sortie : 23 juin 1975

Captain Fantastic and the Brown Dirt Cowboy est le neuvième album studio d'Elton John, sorti en 1975.
Il s'agit d'un album-concept autobiographique, qui relate les épreuves traversées par Elton John (« Captain Fantastic ») et son parolier Bernie Taupin (« the Brown Dirt Cowboy ») au cours des premières années de leur carrière musicale à Londres, entre 1967 et 1969.
L'unique single extrait de l'album, Someone Saved My Life Tonight, se classe no 4 des ventes aux États-Unis. L'album se classe quant à lui no 1 aux États-Unis et au Royaume-Uni. Il est nommé aux Grammy Awards dans la catégorie « album de l'année » en 1976, mais perd face à Still Crazy After All These Years de Paul Simon.
En 2006, Elton John donne une suite à cet album avec The Captain & The Kid.

## Enregistrement
Comme son prédécesseur Caribou (1973), Captain Fantastic and the Brown Dirt Cowboy a été enregistré au Caribou Ranch, un studio situé près de Nederland, dans le Colorado.

## Accueil et postérité
En 1975, l'album est le premier de tous les temps à être classé numéro 1 au Billboard 200 dès sa sortie,.
Lors des Grammy Awards 1976, Elton est nommé dans les catégories meilleur chanteur pop et album de l'année.
En 2003, Rolling Stone le classe 158e parmi les 500 plus grands albums de tous les temps.

## Titres

### Album original
Toutes les paroles sont écrites par Bernie Taupin, toute la musique est composée par Elton John.
| 1. | Captain Fantastic and the Brown Dirt Cowboy | 5:46 |
| 2. | Tower of Babel                              | 4:28 |
| 3. | Bitter Fingers                              | 4:34 |
| 4. | Tell Me When the Whistle Blows              | 4:20 |
| 5. | Someone Saved My Life Tonight               | 6:45 |

| 6.  | (Gotta Get a) Meal Ticket     | 4:01 |
| 7.  | Better Off Dead               | 2:37 |
| 8.  | Writing                       | 3:40 |
| 9.  | We All Fall in Love Sometimes | 4:11 |
| 10. | Curtains                      | 6:40 |

### Rééditions
Les rééditions au format CD parues chez Mercury (1995) et Rocket (1996) incluent trois titres bonus. La reprise des Beatles Lucy in the Sky with Diamonds provient d'un 45 tours sorti en novembre 1974, et sa face B, One Day at a Time, est une reprise d'une chanson solo de John Lennon parue sur l'album Mind Games. Philadelphia Freedom provient d'un autre single sorti en février 1975.
| 11. | Lucy in the Sky with Diamonds | John Lennon, Paul McCartney | 6:18 |
| 12. | One Day At a Time             | John Lennon                 | 3:49 |
| 13. | Philadelphia Freedom          |                             | 5:23 |

À l'occasion du trentième anniversaire de la parution de l'album, une édition Deluxe est parue en septembre 2005. Elle comprend deux CD. Le premier reprend l'album original et les trois titres bonus des précédentes rééditions CD, auxquels elle ajoute un quatrième titre, House of Cards, la face B du single Someone Saved My Life Tonight.
| 14. | House of Cards | 3:12 |

Le deuxième CD de l'édition Deluxe provient d'un concert donné par Elton John au stade de Wembley le 21 juin 1975, lors duquel il reprend l'intégralité de l'album sur scène.
| 1.  | Captain Fantastic and the Brown Dirt Cowboy |                | 7:02 |
| 2.  | Tower of Babel                              |                | 4:38 |
| 3.  | Bitter Fingers                              |                | 5:06 |
| 4.  | Tell Me When the Whistle Blows              |                | 4:39 |
| 5.  | Someone Saved My Life Tonight               |                | 7:17 |
| 6.  | (Gotta Get a) Meal Ticket                   |                | 7:19 |
| 7.  | Better Off Dead                             |                | 3:01 |
| 8.  | Writing                                     |                | 5:30 |
| 9.  | We All Fall in Love Sometimes               |                | 3:57 |
| 10. | Curtains                                    |                | 8:48 |
| 11. | Pinball Wizard                              | Pete Townshend | 6:31 |
| 12. | Saturday Night's Alright for Fighting       |                | 7:40 |

## Musiciens

### Elton John Band
- Elton John : chant, chœurs (7, 8) piano (1-3, 5-7, 9, 10), piano électrique Fender Rhodes(1, 4, 5, 8), clavinet (4, 6), synthétiseur ARP String Ensemble (5), mellotron (9, 10), clavecin (9, 10)
- Davey Johnstone : guitare acoustique (1, 5-10), guitare électrique (1-4, 6, 9, 10), guitare Leslie (5), mandoline (1), piano acoustique (8), chœurs (3, 5-10)
- Dee Murray : basse, chœurs (3, 5-10)
- Nigel Olsson : batterie, chœurs (3, 5-10)
- Ray Cooper : shaker (1, 5, 8), congas (1, 3, 4, 9, 10), gong (1), os de genou (!) (1), tambourine (1-6, 9, 10), cloches (3, 9, 10), cymbales (5), triangle (7, 8), bongos (8)

### Autres musiciens
- David Hentschel : synthétiseur ARP (9, 10)
- Gene Page : arrangements orchestraux (4)

## Classements et certifications
| Pays et classement                 | Meilleure position |
| ---------------------------------- | ------------------ |
| Australie - Kent Music Report      | 1                  |
| Autriche                           | 7                  |
| Canada - RPM Albums Chart          | 1                  |
| Danemark                           | 1                  |
| Finlande - Suomen virallinen lista | 10                 |
| France - SNEP                      | 1                  |
| Italie                             | 12                 |
| Japon - Oricon                     | 20                 |
| Nouvelle-Zélande                   | 1                  |
| Norvège - VG-lista                 | 2                  |
| Espagne                            | 3                  |
| Royaume-Uni - UK Albums Chart      | 2                  |
| États-Unis - Billboard 200         | 1                  |
| Allemagne de l'Ouest               | 22                 |

| Pays et classements (1975)      | Position |
| ------------------------------- | -------- |
| Australie                       | 5        |
| Canada                          | 1        |
| France                          | 25       |
| Italie                          | 36       |
| Royaume-Uni                     | 12       |
| États-Unis - Billboard Year-End | 7        |
| Pays et classement (1976)       | Position |
| Canada                          | 99       |

| Pays               | Certification |
| ------------------ | ------------- |
| Royaume-Uni (RIAA) | Or            |
| États-Unis (RIAA)  | 3 × Platine   |